# アルケ (衛星)
アルケ（英語：Arche、確定番号：Jupiter XLIII）は木星の第43衛星である。
2002年10月31日に、スコット・S・シェパードが率いるハワイ大学の観測チームによって発見され、S/2002 J 1 という仮符号が与えられた。観測にはハワイ大学の望遠鏡が用いられ、12月18日の小惑星センターのサーキュラーで発見が公表された。その後2005年3月30日に、ギリシア神話のムーサイの1人でゼウスの娘 Arche に因んで命名され、Jupiter XLIII という確定番号が与えられた。
アルケの見かけの等級は22.8であり、アルベドを0.04と仮定した場合、アルケの直径はおよそ 3 km と推定される。また、密度を 2.6 g/cm3 と仮定した場合、質量はおよそ 4.5 ×1013 kg と推定される。アルケは、木星から2300万km前後の距離を逆行軌道で公転し、軌道傾斜角が 165° 前後の不規則衛星のグループであるカルメ群に属している。